# J'ai tant aimé…
Pour plus de détails, voir Fiche technique et Distribution.
J'ai tant aimé... est un documentaire franco-marocain, de la réalisatrice marocaine Dalila Ennadre, sorti en 2008.

## Synopsis
Ce documentaire est le portrait d’une Marocaine engagée comme prostituée dans un bordel militaire de campagne par l’armée coloniale française et qui a participé à la guerre d'Indochine. Âgée de plus de 70 ans, Fadma déclare avoir fait ce film pour demander à la France de la reconnaître comme elle reconnaît les anciens combattants « …car moi j’ai participé à l’effort de guerre. »,,,.

## Fiche technique
- Titre : J'ai tant aimé...[5]
- Réalisation : Dalila Ennadre[5]
- Production : Laya Prod[5]
- Image : Dalila Ennadre[5]
- Son : Adil Assouli, Mohamed Iloukach[5]
- Montage : Habiba Bent Jilali[5]
- Durée : 50 minutes[5]